# 伊登鎮區 (明尼蘇達州派普斯通縣)
伊登鎮區（英語：Eden Township）是位於美國明尼蘇達州派普斯通縣的一個行政鎮區。

## 歷史
伊登鎮區於1879年設立，得名自伊甸園。

## 地方資料
伊登鎮區的面積為111.44平方千米，當中陸地面積為110.83平方千米，而水域面積為0.61平方千米。根據2020年美國人口普查的數據，當地共有人口232人，而人口密度為每平方千米2.08人。